# هيلدا تسيمارمان
هيلدا تسيمارمان (بالألمانية: Hilde Zimmermann)‏ هي مقاومة نمساوية، ولدت في 12 سبتمبر 1920 في فيينا في النمسا، وتوفيت بنفس المكان في 25 مارس 2002.